# Chloris parvispicula
Chloris parvispicula är en gräsart som beskrevs av José Aristida Alfredo Caro och Evangelina A. Sánchez. Chloris parvispicula ingår i släktet kvastgrässläktet, och familjen gräs. Inga underarter finns listade i Catalogue of Life.